# Arsen Dawidowitsch Chubulow
Arsen Dawidowitsch Chubulow (russisch Арсен Давидович Хубулов; * 13. Dezember 1990 in Wladikawkas) ist ein russischer Fußballspieler.

## Karriere

### Verein
Chubulow spielte für die Nachwuchsabteilung von Junost Wladikawkas und gehörte anschließend bis ins Jahr 2008 der Konopljow-Fußballakademie an. Seine Profikarriere startete er dann bei Awtodor Wladikawkas. 2010 wechselte er dann zum Stadtrivalen Alanija Wladikawkas. Nach drei Spielzeiten verpflichtete ihn der FK Kuban Krasnodar. Hier spielte er ebenfalls drei Spielzeiten und zog 2016 zu Anschi Machatschkala weiter.
Zur Saison 2018/19 wurde er an den türkischen Erstligisten Büyükşehir Belediye Erzurumspor abgegeben. Nach einer halben Saison kehrte er nach Russland zurück und wurde von FK Jenissei Krasnojarsk verpflichtet.

### Nationalmannschaft
Chubulow spielte in den Jahren 2012 bis 2014 vier Mal für die russische U-21-Nationalmannschaft.